# Балаково
Балако́во (на руски: Балаково) е град в Русия, административен център на Балаковски район, Саратовска област.

## География
Населението му към 1 януари 2018 година е 189 829 души. Пристанище на Волга. Железопътна гара. Развити са корабостроенето, машиностроенето, хранителната промишленост, риболова. Има дом-музей на В. И. Чапаев.

## История
Селището е основано през 1762 година, а през 1911 година получава статут на град.

## Побратимени градове
- Търнава, Словакия
- Пабянице, Полша
- Баку, Азербайджан
- Череповец, Русия
- Загреб, Хърватия
- Скрантън, САЩ